# Аллан Кардек
Аллан Кардек (фр. Allan Kardec, 3 жовтня 1804, Ліон — 31 березня 1869, Париж), справжнє ім'я — Іпполіт Леон Денізар-Рівайль, (фр. Hippolyte Léon Denisart-Rivail) — французький педагог, філософ та дослідник психічних явищ, праці якого в галузі спіритуалізма вважаються фундаментальними. Похований на паризькому цвинтарі Пер-Лашез.